# St.-Marien-Kirche (Salzgitter-Bad)

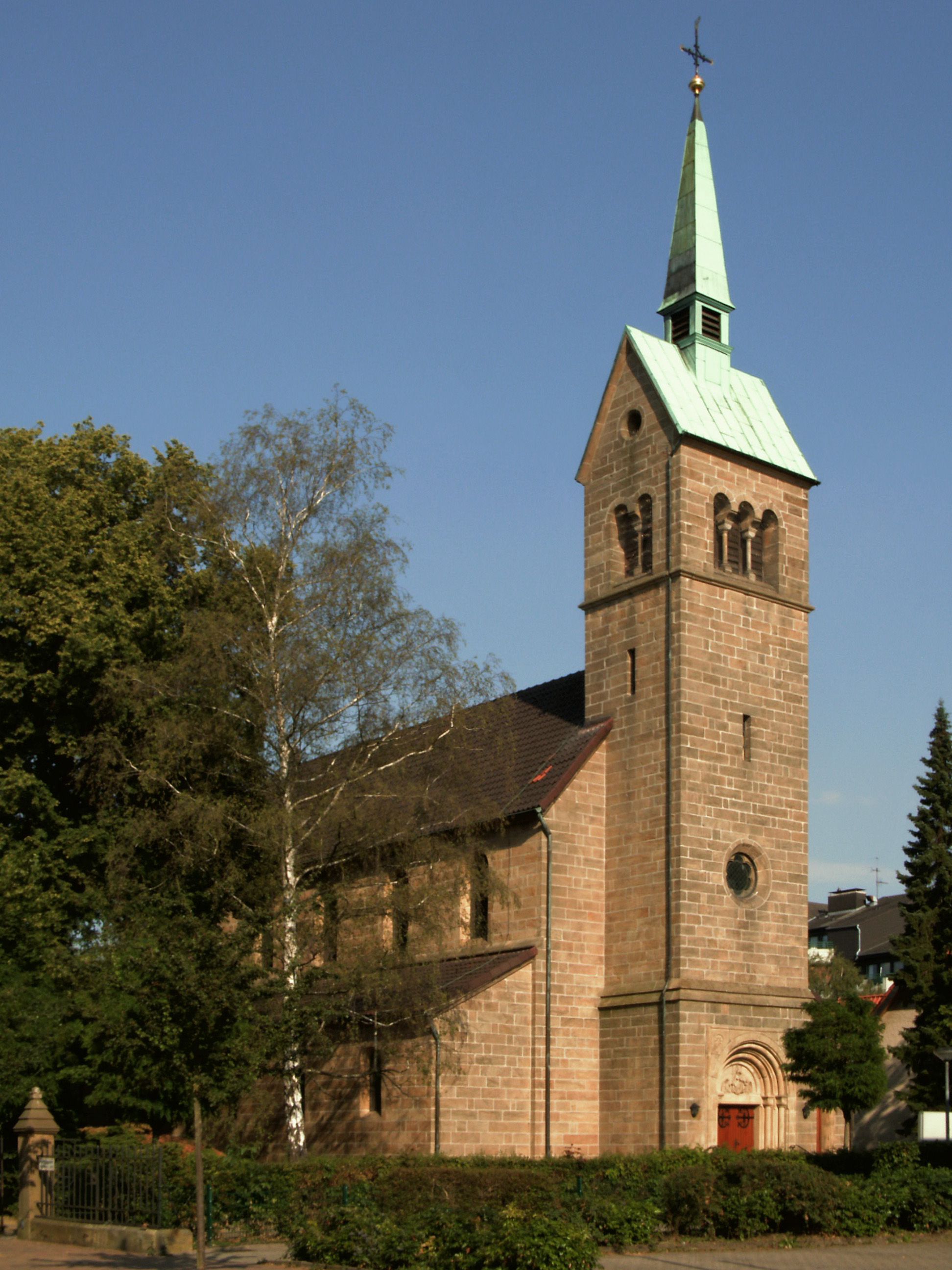
Katholische St. Marien-Kirche in Salzgitter-Bad

Die St.-Marien-Kirche ist die katholische Pfarrkirche von Salzgitter-Bad und die zweitälteste katholische Kirche im Stadtgebiet von Salzgitter.

## Vorgeschichte

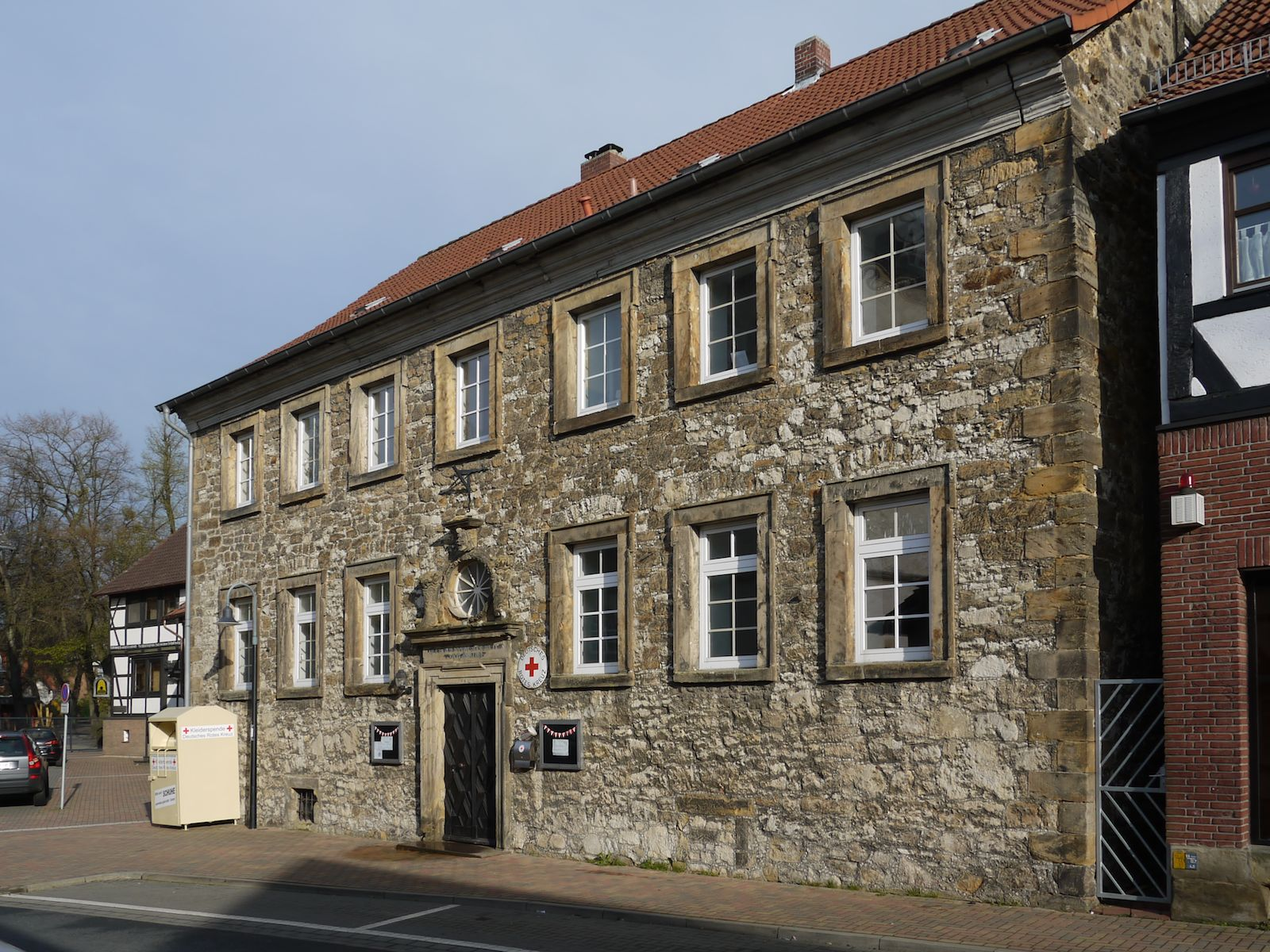
Das alte „Steinhaus“, ehemaliges Kapellen- und Pfarrhaus der Pfarrei

Eine erste Marienkirche in Salzgitter hat es bereits im 15. Jahrhundert gegeben. Diese war aus Holz gebaut und stand in der Nähe des heutigen Marienplatzes von Salzgitter-Bad. Erwähnt wurde diese Kirche erstmals am 14. Februar 1452, als die Brüder Dietrich und Arndt von Gitter „Unserer lieben Frauen-Kapelle“ einen Meierhof und drei Hufen Land
übertrugen. In einer weiteren Urkunde vom 30. Mai 1478 wurden den Patronatsherren der Kirche eine halbe Hufe in der Feldmark von Vepstedt (auch als Vöppstedt bezeichnet) sowie vier Höfe in Salzgitter übereignet.
In den Auseinandersetzungen zwischen Berthold II., dem Bischof von Hildesheim, und den niedersächsischen Städten (Hildesheimer Bierfehde) hatte Salzgitter den Bischof gegen die umliegenden Städte unterstützt und war daraufhin 1481 erstmals durch Goslarer und Braunschweiger Truppen belagert worden. Bei dieser Belagerung war die erste Marienkirche zerstört worden. Hieran erinnert noch heute die aus dem Jahre 1481 stammende St. Barbara Sturmglocke der St.-Mariae-Jakobi-Kirche in Salzgitter-Bad, auf der in einem Spruchband von den Kämpfen in diesem Jahr berichtet wird (Zitat: „1481: Es wütet der Feind, Unschuldige grausam tötend“).
Nach der Einführung der Reformation durch Herzog Julius (1568–1589) im Jahre 1568 waren in Salzgitter nur wenige Bürger katholischen Glaubens. Für diese gab es in Salzgitter und den umliegenden Ortschaften keine Gemeinde; für Gottesdienste, Taufen und andere kirchliche Angelegenheiten mussten die Bürger sich zur Pfarrei von Liebenburg begeben.
Eine erste Besserung wurde 1833 erreicht, als die katholische Schule von Heißum (heute ein Ortsteil von Liebenburg), wo es damals nur noch zwei Schulkinder gab, nach Kniestedt (im heutigen Salzgitter-Bad) verlegt wurde. In Kniestedt wurde dazu ein neues Schulhaus gebaut, das ab 1833 von den Kindern aus den umliegenden Orten besucht wurde. Der Schulraum, in dem auch der Altar der ehemaligen Kirche von Heißum aufgestellt worden war, diente der Gemeinde gleichzeitig als Ersatz für eine Kirche.
Bereits 1851 wurden in der katholischen Gemeinde von Salzgitter und den umliegenden Ortschaften mehr als 300 Mitglieder gezählt. Für diese reichte nun der Schulraum bei weitem nicht mehr aus und so wurde 1854 das am Kirchplatz in Salzgitter gelegene, 1709 als Witwenhaus der Familie von Kniestedt erbaute, „Steinhaus“ erworben. Ein großer Raum dieses Hauses wurde zur Kapelle umgebaut und konnte am 12. Mai 1855 geweiht werden, Schutzpatrone der Kapelle waren die Heiligen Maria und Josef. Im gleichen Jahr wurde die Vikarie Salzgitter gegründet. Zu dieser gehörten neben den später eingemeindeten Ortsteilen Kniestedt, Vorsalz und Liebenhalle auch die umliegenden Orte Beinum, Flachstöckheim, Gitter und Groß Mahner.

## Kirchengebäude

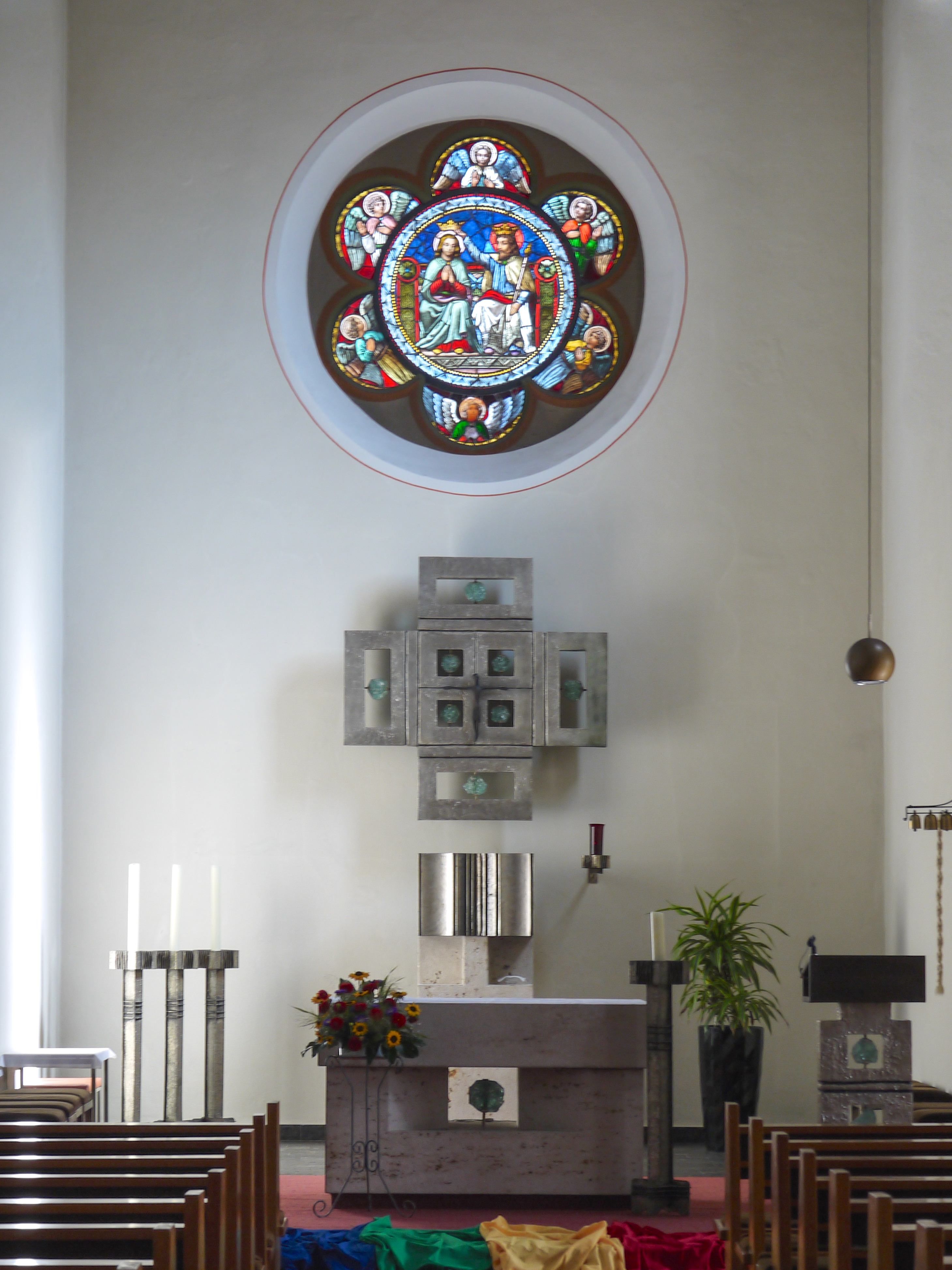
Altarwand mit der 1988 wieder freigelegten Rosette

Da sich auch dieses Gebäude auf die Dauer als zu klein für die wachsende Gemeinde erwies, wurden schon 1869 Pläne für einen Neubau geäußert, die aber wegen fehlender finanzieller Mittel noch nicht realisiert werden konnten. Erst nach einem durch Kaplan Lorenz Grube durchgeführten Spendenaufruf auf breiter Basis wurden die nötigen Gelder aufgebracht, so dass im Juni 1887 an der ehemaligen Schulstraße (heute: Altstadtweg 5) in der Nähe der bisher genutzten Kapelle ein Baugrundstück angekauft werden konnte.
Am 29. Juni 1888 konnte der Grundstein für eine eigene Kirche gelegt werden. Die Pläne zum Bau der Kirche stammten von dem Königlich Geheimen Baurat Richard Herzig, der als Diözesanbaumeister auch viele andere Kirchen im Bistum Hildesheim entworfen hatte. Die in 136 Meter Höhe über dem Meeresspiegel gelegene Kirche wurde im Stil einer neuromanischen dreischiffigen Basilika errichtet und wurde am 10. November 1889 durch den Bischof Daniel Wilhelm Sommerwerck geweiht. Wenig später wurde die Vikarie am 1. Mai 1900 zur selbständigen Pfarrei erhoben.
Das Mittelschiff der Kirche ist 18,5 m lang und 8 m breit, daran schließt sich im Osten der 5,5 × 5,85 m große Altarraum an. Die beiden Seitenschiffe sind je 2,6 m breit. Hinter dem südlichen Seitenschiff ist neben dem Chorraum eine Sakristei angebaut. Der Turm, in dem sich der Haupteingang zur Kirche befindet, hat die Außenmaße 5,1 × 3,8 m und ist 27,33 m hoch. Das Dach des Turmes, das anfangs mit Schieferplatten gedeckt war, erhielt bereits 1928 eine neue Kupferverkleidung, die auch heute noch Bestand hat. Im gleichen Jahr wurde auch das Turmkreuz erneuert.
1952 wurde der Innenraum der Kirche neu gestaltet. In der Ostwand des Chors wurde die Fensterrosette vermauert und die Wand erhielt ein Fresko, das die Himmelfahrt Mariä zum Thema hatte. Die Malereien an den Seitenwänden des Chors und des Kirchenschiffes wurden entfernt und die Wände wurden in einem hellen Ton gestrichen. Im Jahr 1962 wurden die Bänke, von denen einige schon 1855 angeschafft worden waren, ersetzt, im Herbst 1965 erhielt die Kirche neue Fenster.
Mit dem II. Vatikanischen Konzil (1962–65) war eine Liturgiereform beschlossen worden, die für die Gemeinden bindend war. In Umsetzung dieser Beschlüsse erhielt die Kirche einen neuen Altar, der jetzt näher zur Gemeinde aufgestellt wurde. Neu geschaffen wurden auch das Taufbecken und die Kanzel. Das Fresko des Altarraumes wurde übermalt und stattdessen an der Rückwand ein griechisches Kreuz angebracht. Im Rahmen dieser mit der Altarweihe im Oktober 1972 abgeschlossenen Arbeiten wurde auch der Steinfußboden im Haupt- und den Seitenschiffen durch Platten aus gelb-bräunlich getöntem Juramarmor ersetzt. Die Holzplastiken der Seitenschiffe wurden restauriert und für die Vöppstedter Pietà wurde eine neue Stele geschaffen.
In Vorbereitung auf die Feierlichkeiten zum 100-jährigen Bestehen der Kirche wurde diese 1988 umfassend renoviert. Dabei wurde im Chor auch die 1952 vermauerte Rosette wieder freigelegt und instand gesetzt. Das Glasfenster stellt die Krönung Marias durch Jesus Christus dar. Der Innenraum und auch die hölzernen Einbauten wie Kirchengestühl und Orgelempore erhielt einen neuen Anstrich. Die Außenwände, die durch Umwelteinflüsse stark angegriffen waren, wurden gereinigt, neu gefugt und versiegelt; Kreuz, Kugel und Wetterhahn des Turmes wurden erneuert. Während der durch die Innenarbeiten bedingten zeitweisen Schließung der Kirche fanden die Gottesdienste übrigens, wie auch schon zuvor bei den Umbauarbeiten 1972, in der benachbarten evangelischen St.-Mariae-Jakobi-Kirche statt.

## Orgel

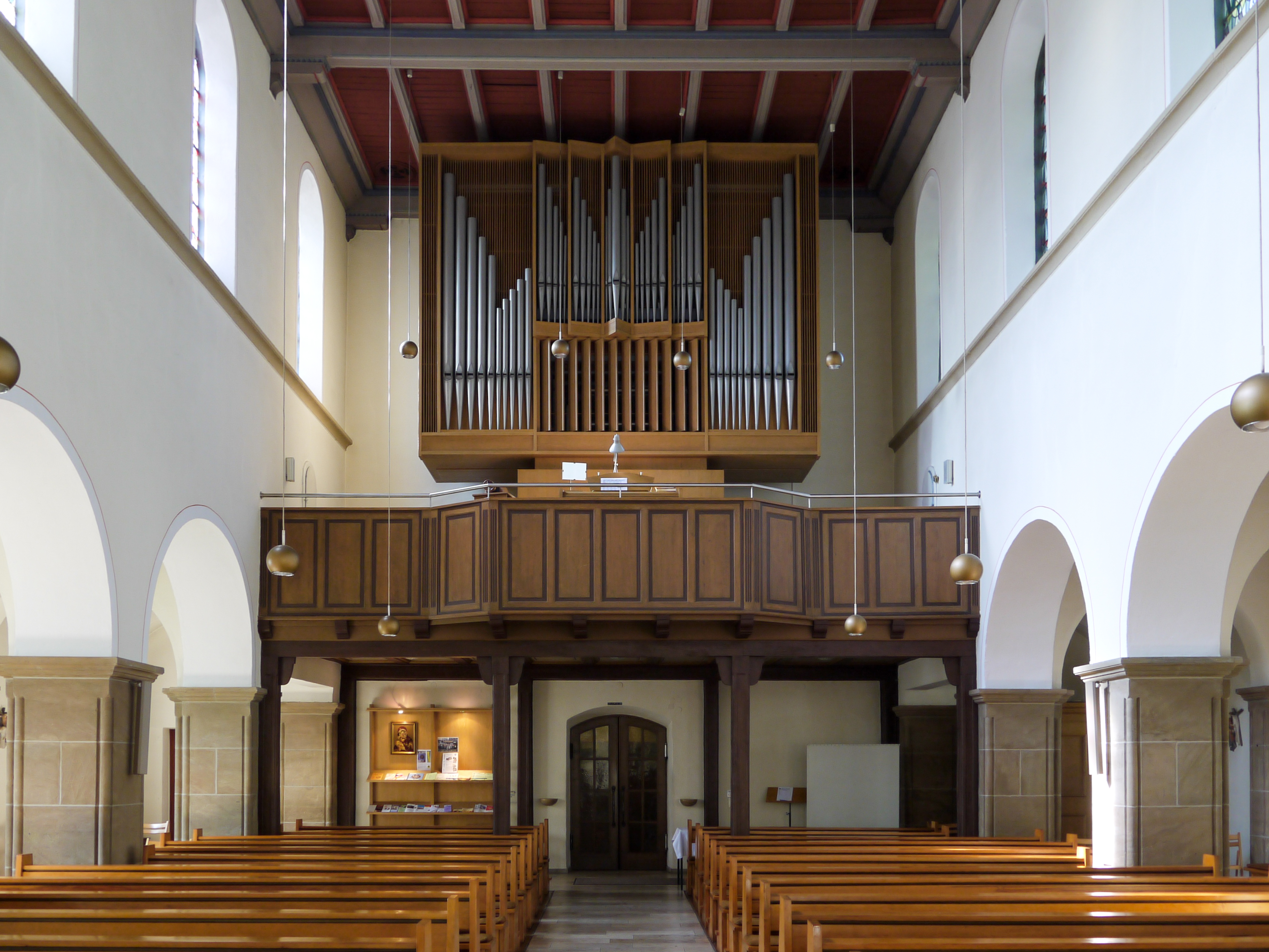
Orgel der St.-Marien-Kirche

Bereits im März 1855 wurde für das gerade erworbene Bürgerhaus am Kirchplatz, das zu einer Kapelle für die Gemeinde umgebaut wurde, eine kleine Orgel angeschafft. Diese, vom Orgelbauer Stahlhuth aus Hildesheim geschaffen, war ursprünglich für ein Priesterseminar in Hildesheim bestimmt gewesen. Nach einigen Erweiterungen wurde die Orgel im November 1855 nach Salzgitter gebracht und dort nach Umbau des Saales im Dezember eingeweiht.
Diese Orgel wurde 1889 auch in die neue Kirche mitgenommen, da nach dem Bau kein Geld für den Kauf einer neuen Orgel zur Verfügung stand. Auf Bitten des Kirchenvorstandes, ein „dem Kirchenraum angemessenes Instrument anschaffen zu dürfen“, genehmigte das Bischöfliche Generalvikariat im Mai 1892 die Anschaffung einer Orgel und am 13. Oktober 1892 wurde das neue Instrument abgenommen. Hersteller war die Orgelbaufirma Furtwängler & Hammer aus Hannover, die Orgel war nach dem Kegelladen-System gebaut und verfügte über 16 Register und insgesamt 882 Pfeifen.
Im Ersten Weltkrieg wurden die aus Zinn bestehenden Prospektpfeifen im Auftrag des Kriegsministeriums eingezogen. Die Orgel konnte danach nur noch mit starken Einschränkungen im Klangbild genutzt werden. Erst 1922 erhielt die Kirchengemeinde eine namhafte Spende, die es ihr ermöglichte, die Orgel wieder in den ursprünglichen Zustand zu versetzen.
Ende der 1960er Jahre befand sich diese Orgel in einem sehr schlechten Zustand. Da eine Reparatur als unwirtschaftlich angesehen wurde, beschloss der Kirchenvorstand im Herbst 1968 die Beschaffung einer neuen Orgel. Die Orgelbaufirma Gebrüder Stockmann aus Werl (Westfalen) entwarf eine Schleifladenorgel mit 20 Registern und insgesamt 1442 Pfeifen. Diese Orgel wurde am 15. Februar 1970 feierlich eingeweiht.

## Glocken
Nach dem Erwerb des Bürgerhauses hatte dieses 1857 im Rahmen der Umbaumaßnahmen auch einen hölzernen Turm mit einem Schieferdach erhalten, der als Glockenstuhl diente. Die erste Glocke hierzu war ein Geschenk des Bischofs Eduard Jakob Wedekin. Diese Glocke war 1428 gegossen worden und war auf den Ton c’’ gestimmt. Sie hatte ursprünglich zur Martinikirche in Hildesheim gehört und wurde am 10. November 1857 im neuen Turm aufgehängt.
Im Jahre 1882 erhielt die Kapelle als Ersatz für die bisherige Glocke zwei neue 209 und 113 Pfund schwere Glocken. Diese waren von der Firma J. J. Radler in Hildesheim gegossen worden, sie waren auf die Töne d’ und fis’ gestimmt worden. Die größere der beiden Glocken war der Gottesmutter geweiht, die kleinere dem heiligen Josef. Nach der Einweihung der neuen Kirche wurden diese beiden kleinen Glocken verkauft.
Die beiden Bronzeglocken für die neue Kirche waren im Mai 1889 durch die Glockengießerei F. Otto in Hemelingen geliefert worden und wurden Anfang November 1889 geweiht. Die größere in gis’ gestimmte Glocke wog 1179 Pfund und war der Gottesmutter geweiht, die kleinere 686 Pfund schwere und in h’ gestimmte Glocke war dem heiligen Bischof Bernward gewidmet.
Wie auch die Zinnpfeifen der Orgel wurde im Ersten Weltkrieg die größere der beiden Glocken beschlagnahmt und am 24. Juli 1917 eingeholt. Die Glocke wurde aber nicht eingeschmolzen und im Mai 1919 wieder in die Kirche gebracht. Am 20. Juli 1942 wurde die Glocke erneut eingeholt und nun tatsächlich eingeschmolzen. Erst zum 100. Jubiläum der Pfarrei erhielt die Kirche als Geschenk eines ortsansässigen Ehepaares eine neue Glocke, die am 3. Adventssonntag 1955 geweiht wurde. Wie auch schon die Vorgängerin war diese Glocke von der Gießerei F. Otto gefertigt worden und war auf den Hauptton a’ gestimmt.

## Kircheninventar

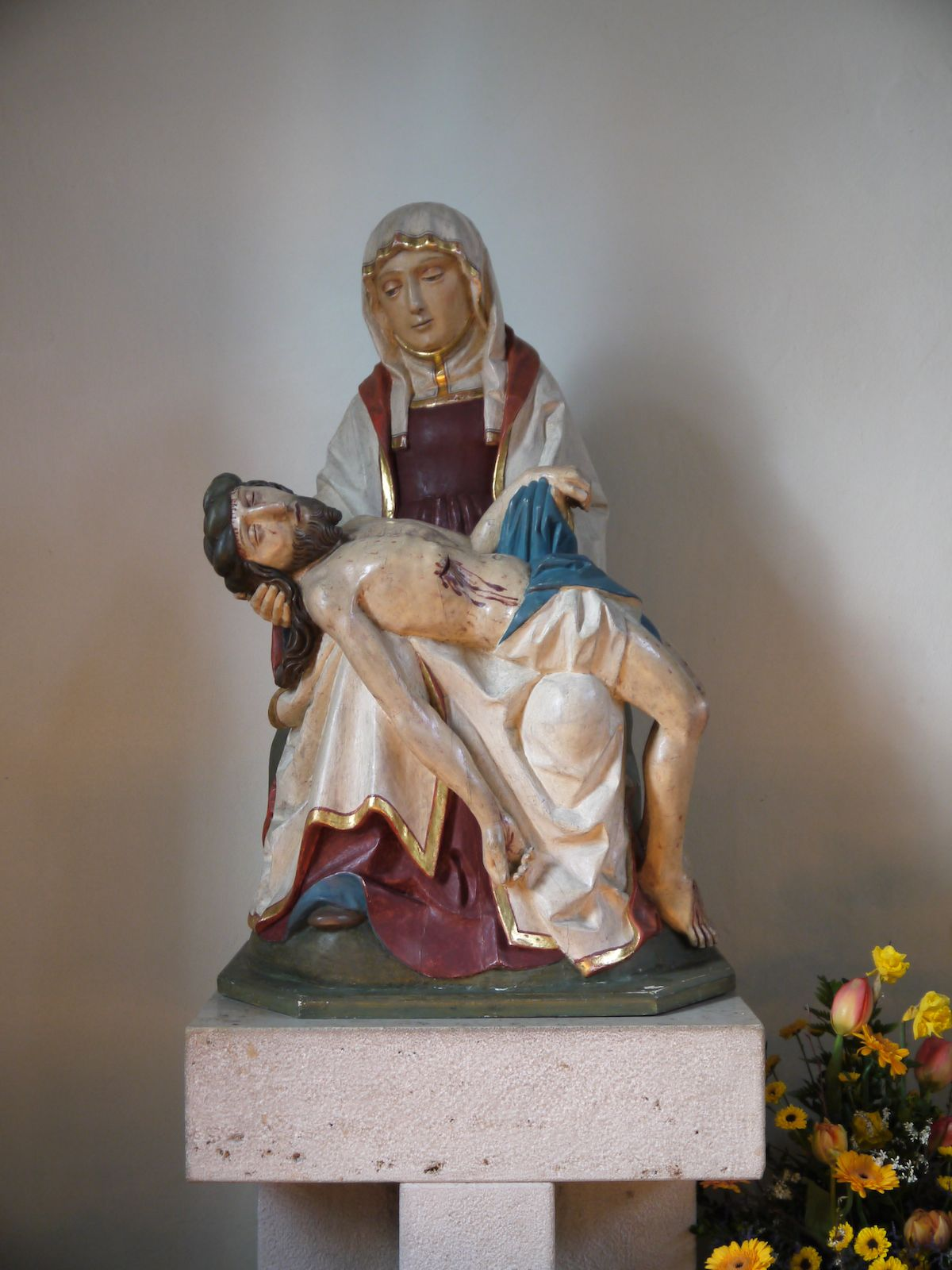
Vöppstedter Pietà, Anfang 15. Jahrhundert
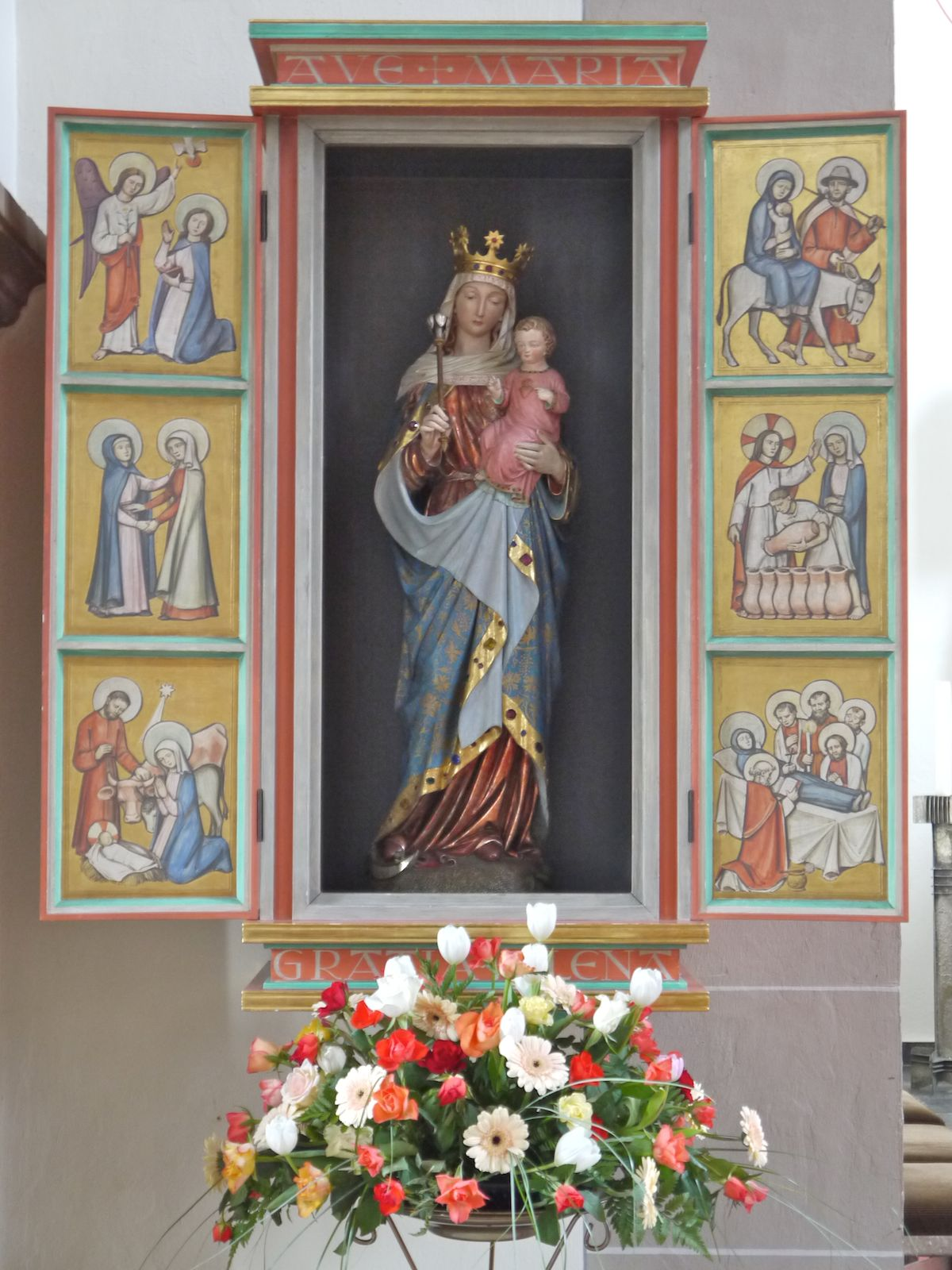
Statue der Mariä Himmelskönigin von 1888

Die „Vöppstedter Pietà“ im nördlichen Seitenschiff ist ein Vesperbild aus dem 15. Jahrhundert, das ursprünglich in der Vöppstedter Kirche stand. Anfang des 19. Jahrhunderts hatte ein Zinngießer aus Salzgitter es aus dem Inventar der alten Vöppstedter St. Jacobus Kirche erstanden, sein Schwiegersohn vermachte diese Figur dann 1856 der Gemeinde.
Weiter besitzt die Kirche vier Heiligenfiguren, die in der gleichen Zeit entstanden sind. Eine dieser Figuren stellt den Hl. Bernhard dar, eine zweite den Hl. Crispin, den Schutzpatron der Schuhmacher, Sattler und Gerber. Belege oder gesicherte Angaben zum Ursprung der beiden anderen Figuren sind nicht bekannt.
Zum Bau der Kirche wurde im Januar 1888 von zwei Braunschweiger Kaufleuten eine Marienstatue „Maria Himmelskönigin“ gestiftet, die der Aachener Bildhauer Wilhelm Schmitz im Jahr zuvor geschaffen hatte. Die Statue wurde über dem Seitenaltar im südlichen Kirchenschiff aufgestellt. Der Künstler Peter Gitzinger aus München schuf 1954 einen Flügelaltar für diese Statue. Seit 2007 stehen Flügelaltar und Statue an der Nordostwand des Mittelschiffes.

## Pfarrgemeinde
Zum 1. Mai 1900 erhob der Bischof die Vikarie St. Marien zur selbstständigen Pfarrei. Seit dem 1. Juli 2007 gehört diese zum damals neu errichteten Dekanat Goslar-Salzgitter, zuvor war von 1952 an Salzgitter Sitz eines eigenen Dekanats.
Am 1. November 2006 wurden die Kirchen Christ König in Salzgitter-Bad, St. Abdon und Sennen in Salzgitter-Ringelheim, St. Gabriel in Salzgitter-Gebhardshagen, St. Martin in Lutter am Barenberge und St. Pius X. und St. Barbara in Salzgitter-Flachstöckheim der Pfarrei als Filialkirchen angeschlossen, wovon St. Martin am 9. Dezember 2008 und St. Pius X. und St. Barbara am 12. Dezember 2008 profaniert wurden.
Zur Pfarrgemeinde gehören unter anderem die Orte Salzgitter-Bad, Salzgitter-Calbecht, Salzgitter-Gebhardshagen, Salzgitter-Groß Mahner, Salzgitter-Hohenrode, Salzgitter-Ringelheim, Salzgitter-Flachstöckheim, Haverlah, Lutter am Barenberge.
Eine weitere katholische Einrichtung im Einzugsgebiet der Kirche ist das St.-Elisabeth-Krankenhaus, das über eine eigene Hauskapelle verfügt (Liebenhaller Straße 20).